# Calliphora bezzii
Calliphora bezzii este o specie de muște din genul Calliphora, familia Calliphoridae, descrisă de Hardy în anul 1932. Conform Catalogue of Life specia Calliphora bezzii nu are subspecii cunoscute.